# Hạt óc chó

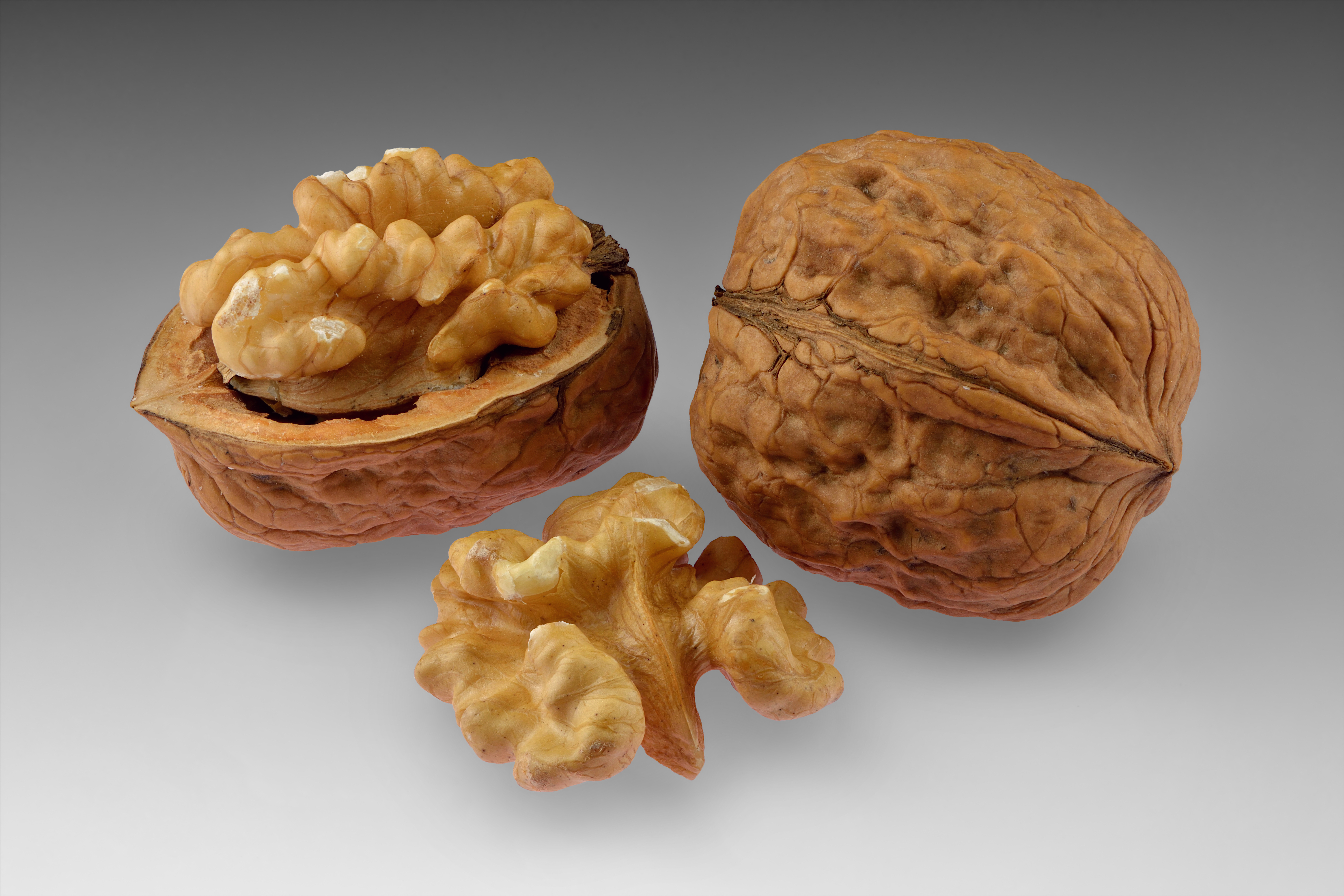
Hạt óc chó

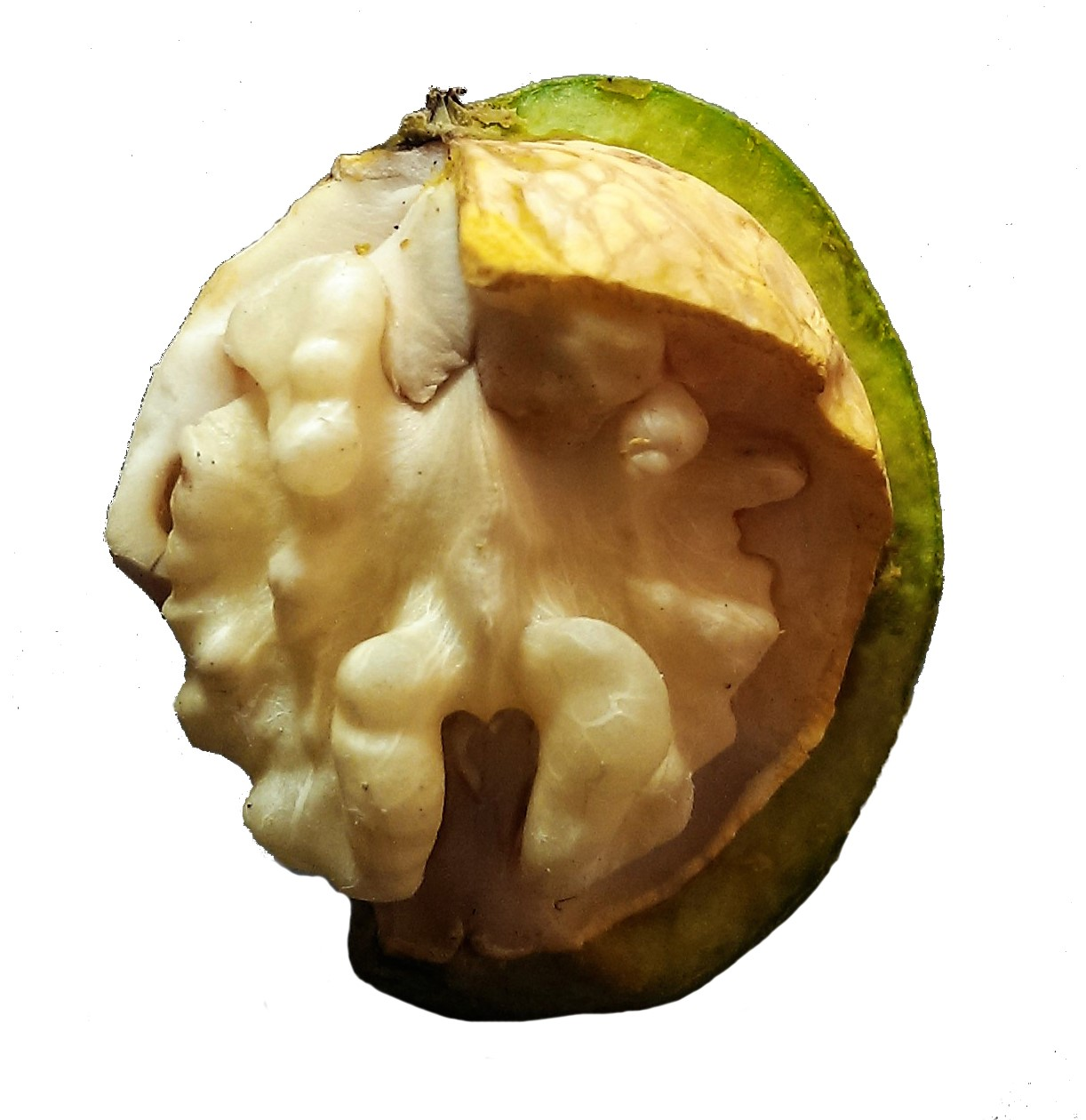
Bên trong quả óc chó

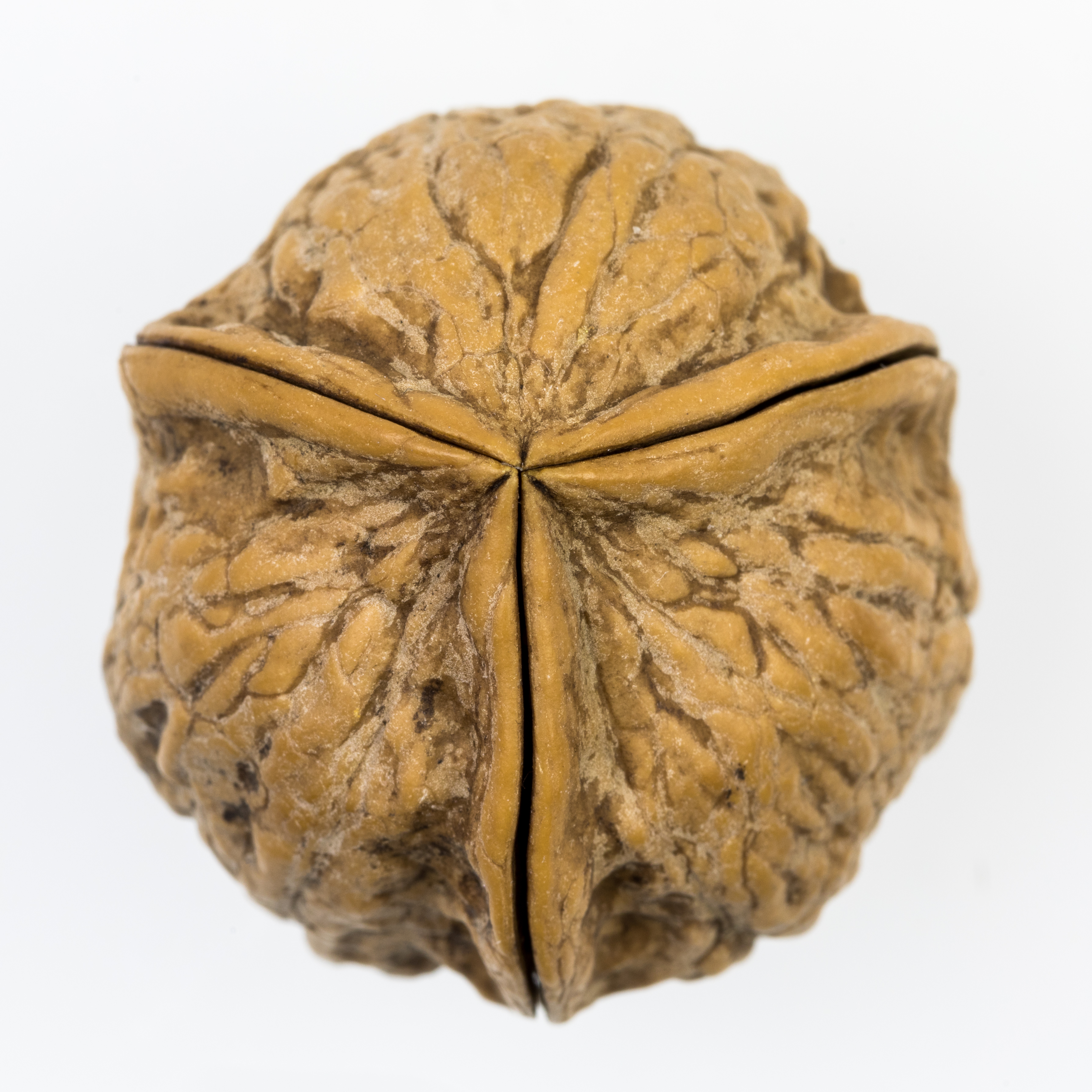
Quả óc chó

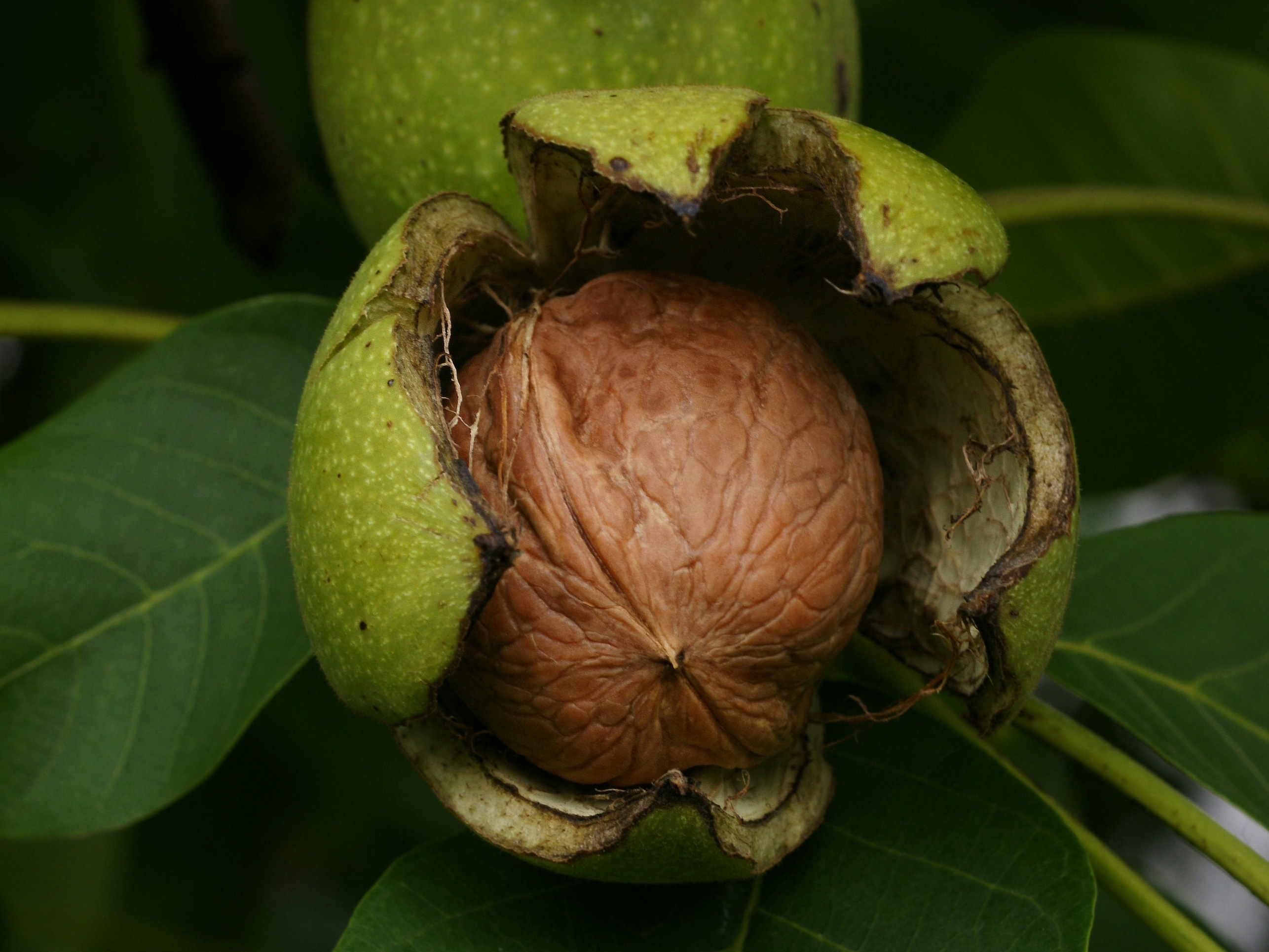
Quả óc chó bên trong lớp vỏ xanh của nó

Hạt óc chó hạt ăn được của tất cả loại cây thuộc chi Juglans (họ Juglandaceae), đặc biệt là cây óc chó Ba Tư hoặc quả óc chó Anh, Juglans regia.
Quả óc chó thường được ăn như một món ăn nhẹ, và cũng có thể được thêm vào các bữa ăn nấu chín, ngũ cốc và bánh mì.
Không giống như một số loại thực phẩm khác được coi là "hạt" cho mục đích ẩm thực, chẳng hạn như đậu phộng, quả óc chó là loại hạt thực vật thực sự. Sau khi chín hoàn toàn, lớp vỏ được người ta loại bỏ và ăn phần nhân. Các loại hạt của quả óc chó đen phía đông (Juglans nigra) và quả bơ (Juglans cinerea) ít được tiêu thụ hơn.

## Sử dụng làm thực phẩm

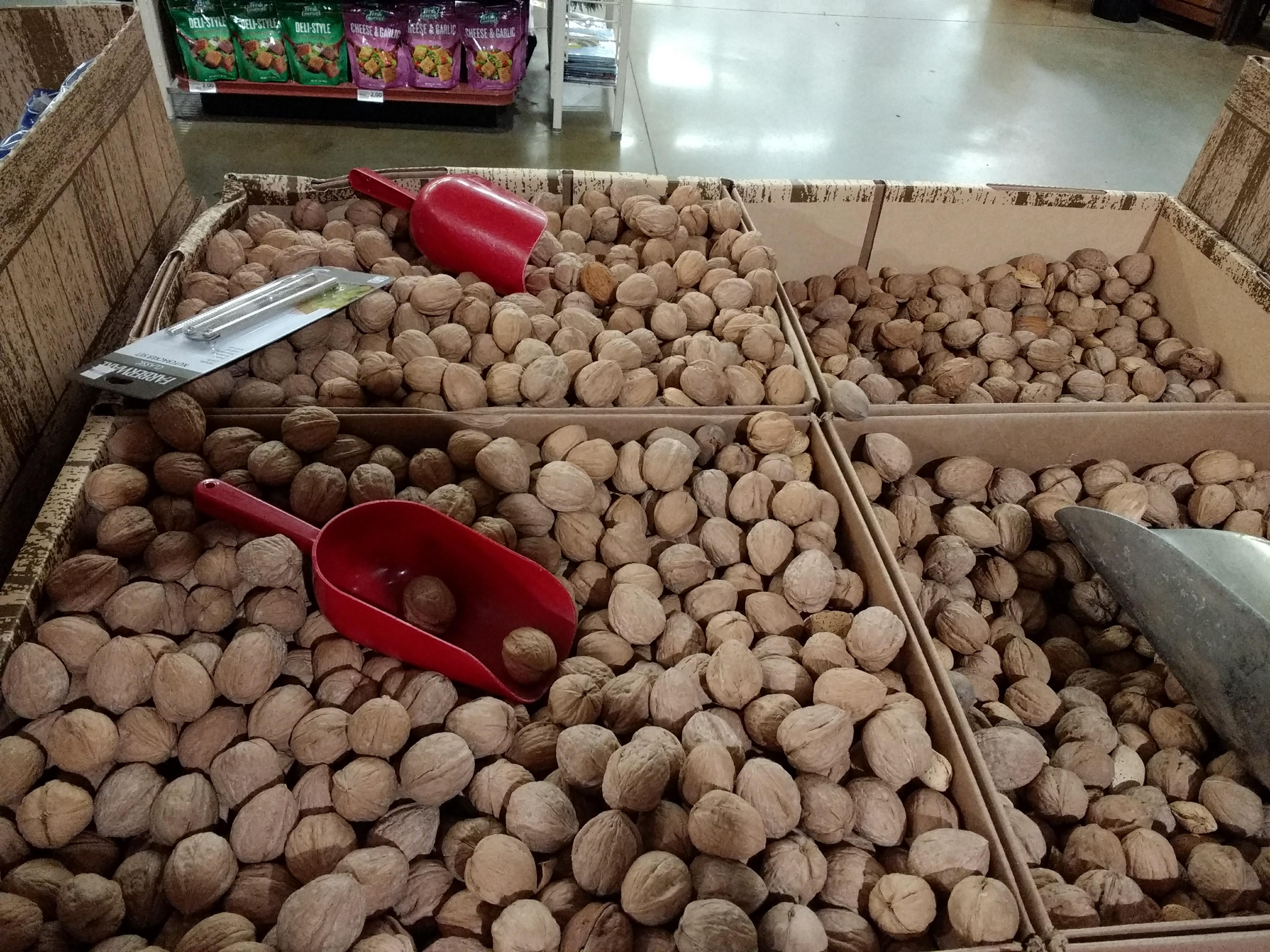
Hạt óc chó nguyên vỏ bày bán trong một siêu thị ở Hoa Kỳ

Thịt quả óc chó có hai dạng: còn vỏ hoặc đã tách vỏ. Do quá trình chế biến, thịt có thể còn nguyên miếng, giảm một nửa hoặc từng phần nhỏ hơn. Tất cả quảócchó có thể được ăn riêng (sống, nướng hoặc ngâm) hoặc là một phần của hỗn hợp chẳng hạn như muesli, hoặc như một thành phần của món ăn: ví dụ: súp hạt óc chó, bánh óc chó, bánh cà phê óc chó, bánh chuối, bánh hạnh nhân, kẹo mềm. Quả óc chó thường được làm kẹo hoặc ngâm chua. Quả óc chó ngâm cả quả có thể mặn hoặc ngọt tùy thuộc vào dung dịch bảo quản.
Quả óc chó có thể được sử dụng như một thành phần trong thực phẩm khác. Quả óc chó là một thành phần quan trọng trong baklava, gà Circassia, gà sốt quả óc chó, và gia cầm hoặc thịt viên món hầm từ ẩm thực Iran.
Hạt óc chó cũng phổ biến như một lớp phủ kem lạnh, và các miếng quả óc chó được sử dụng như một trang trí trên một số loại thực phẩm.
Nocino là rượu mùi được làm từ quả óc chó xanh chưa chín ngâm trong rượu có thêm xi-rô.
Dầu hạt óc chó có sẵn trên thị trường và chủ yếu được sử dụng như một thành phần thực phẩm, đặc biệt là trong nước sốt sa lát. Nó có điểm khói thấp, giới hạn việc sử dụng nó cho chiên xào.

## Giá trị dinh dưỡng

### Giá trị dinh dưỡng
Quả óc chó không vỏ có 4% nước, 15% protein, 65% chất béo và 14% carbohydrate, bao gồm 7% chất xơ ăn kiêng (bảng). Trong khẩu phần tham khảo 100 gam, quảócchó cung cấp 2.740 kilôjun (654 kcal) và hàm lượng phong phú (20% trở lên của Giá trị hàng ngày hoặc DV) của một số khoáng chất ăn kiêng, đặc biệt là mangan ở mức 163% DV, và vitamin B (bảng).
Mặc dù hạt óc chó Anh được tiêu thụ phổ biến nhất, nhưng mật độ và thành phần dinh dưỡng của chúng nhìn chung tương tự như hạt óc chó đen.
Không giống như hầu hết các loại hạt có nhiều axit béo không bão hòa đơn, dầu óc chó bao gồm phần lớn axit béo không bão hòa đa (72% tổng lượng chất béo), đặc biệt là axit alpha-linolenic (14%) và axit linoleic (58%), mặc dù nó có chứa axit oleic chiếm 13% tổng lượng chất béo.